# ГЕС Кілльєко
ГЕС Кілльєко (ісп. Central hidroeléctrica Quilleco) — гідроелектростанція в центральній частині Чилі у регіоні Біобіо (VIII Регіон). Знаходячись між ГЕС Рукуе (вище за течією) та ГЕС Rio Laja Chile, входить до складу каскаду у сточищі річки Laja, яка дренує однойменне озеро та впадає праворуч у другу за довжиною річку країни Біобіо (досягає Тихого океану в місті Консепсьйон).
Відпрацьована на ГЕС Rucue вода потрапляє у підвідний дериваційний канал станції Quilleco, який тягнеться далі по лівобережжю річки на 7,6 км, з яких центральна частина протяжністю 3,2 км проходить у тунелі. По завершенні канал переходить у напірний водовід довжиною 0,1 км, який живить дві турбіни типу Френсіс потужністю по 35 МВт. При напорі у 59,4 м вони повинні забезпечувати виробництво 422 млн кВт·год електроенергії на рік.
Видача продукції відбувається по ЛЕП, розрахованій на роботу під напругою 220 кВ.